# Écaille de l'os frontal
L'écaille de l'os frontal est la partie supérieure de l'os frontal située au dessus du plafond orbitaire. Elle présente une face externe, une face interne.et un bord circulaire.

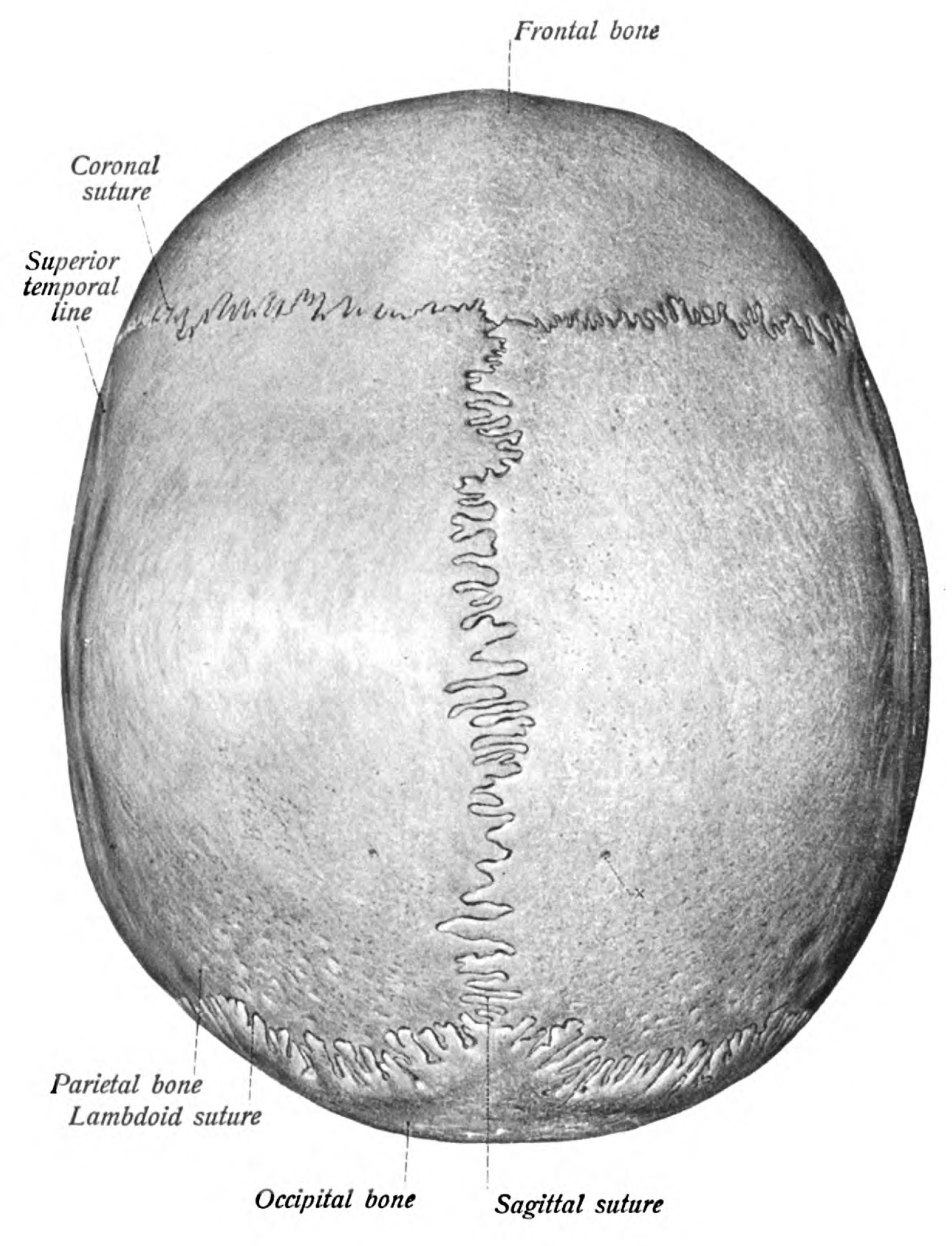
Suture coronale où commence l'écaille de l'os frontal.

## Face externe de l'écaille frontale

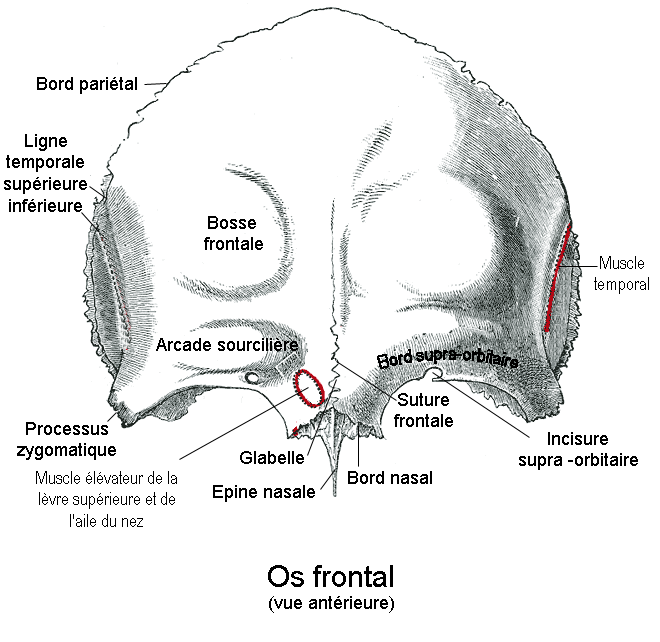
La face externe de l'os frontal.

La face externe de l'écaille frontale est convexe et présente généralement, dans la partie inférieure de la ligne médiane, les restes de la suture métopique. Dans la petite enfance, cette suture divise l'os frontal en deux parties qui fusionnent avec l'âge. La fusion peut ne pas se produire et la suture métopique peut persister toute la vie.
De chaque côté de cette suture, à environ 3 cm. au-dessus de la marge supra-orbitaire, se trouve deux élévations arrondies, les éminences frontales.
Ces éminences varient en taille selon les individus, elles sont parfois asymétriques et sont particulièrement proéminentes chez les jeunes. La surface de l'os au-dessus est lisse et couverte par l'aponévrose épicrânienne.
Au-dessous des bosses frontales, et séparées d'elles par un sillon peu profond, se trouvent deux élévations arquées, les arcades sourcilières. Celles-ci sont proéminentes médialement et sont reliées l'une à l'autre par une élévation lisse appelée la glabelle. Elles sont plus importantes chez l'homme que chez la femme, et leur degré de proéminence dépend dans une certaine mesure de la taille des sinus aériens frontaux. Cependant, des arcades sourcilières proéminentes sont parfois associées à de petit sinus.
Sous chaque arcade sourcilière se trouve une marge incurvée et proéminente, le bord supra-orbitaire, qui forme la limite supérieure de la base de l'orbite, et sépare l'écaille de la partie orbitale de l'os.
La partie latérale du bord supra-orbitaire est nette et proéminente, offrant à l'œil une protection contre les blessures. La partie médiale est arrondie. A la jonction de son tiers médial et intermédiaire se trouve une encoche : l'incisure supra-orbitaire. Elle est parfois transformée en foramen. C'est le passage les vaisseaux supra-orbitaux et du nerf supra-orbital. Dans sa partie supérieure une veine en provenance de la diploë rejoint la veine supra-orbitaire.
En dedans une autre incisure forme l'incisure frontale qui peut également être fermée formant ainsi un foramen frontal.
Le bord supra-orbitaire se termine latéralement par le processus zygomatique, qui est fort et proéminent, et s'articule avec l'os zygomatique.
Entre les bords supra-orbitaires, l'écaille descend plus bas que les processus zygomatiques. Il rencontre l'os nasal où il présente une encoche dentelée rugueuse et inégale appelée encoche nasale qui s'articule de part et d'autre de la ligne médiane avec l'os nasal, et latéralement avec le processus frontal du maxillaire et avec l'os lacrymal. Cette partie est appelée la partie nasale de l'os frontal.
Au milieu de la suture fronto-nasale se trouvent les points crâniométriques en dessous de la glabelle : le nasion et au-dessus l'ophryon. À partir du centre de l'encoche, le processus nasal se projette vers le bas et vers l'avant sous les os nasaux et les processus frontaux des maxillaires et soutient l'arête du nez.
Le processus nasal se termine en bas par une épine pointue : l'épine nasale, et de chaque côté de celle-ci se trouve une petite surface rainurée qui entre dans la formation du toit de la cavité nasale correspondante.
L'épine nasale fait partie du septum du nez, s'articulant en avant avec la crête des os nasaux et en arrière avec la plaque perpendiculaire de l'os ethmoïde.
Une ligne bien marquée, la ligne temporale de l'os frontal (ou crête latérale du frontal ou crête temporale du frontal), démarre derrière le processus zygomatique en se dirigeant en haut et en arrière et qui se divise en une ligne temporale supérieure et une ligne temporale inférieure. qui se poursuivent sur la face externe de l'os pariétal. 
Cette ligne limite en avant la surface temporale de l'os frontal (ou facette temporale de l'os frontal) qui forme la partie antérieure de la fosse temporale et donne origine au muscle temporal. 

## Face interne de l'os frontal

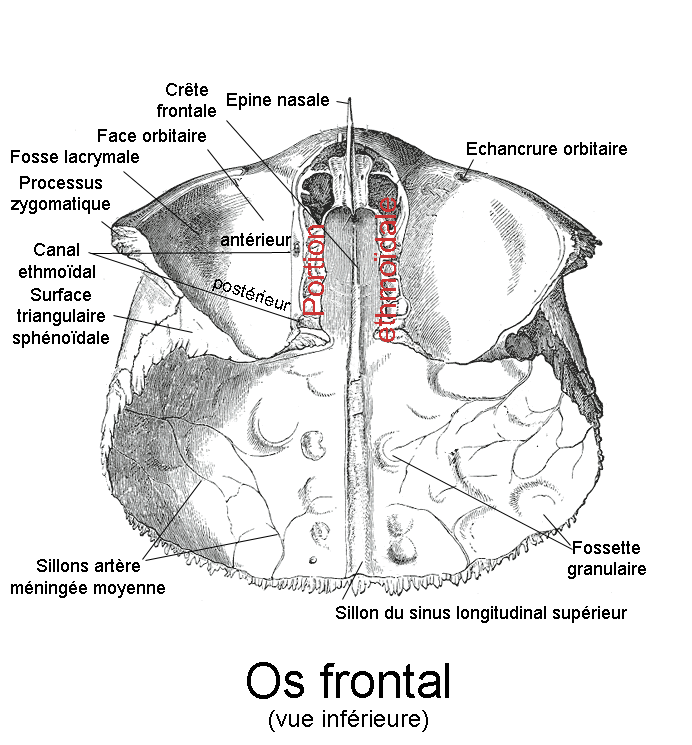
La face interne de l'os frontal.

La surface interne de l'écaille de l'os frontal est concave. Elle présente dans la partie supérieure de la ligne médiane un sillon vertical, la partie frontale du sillon du sinus sagittal supérieur, dont les bords se rejoignent en bas pour former la crête frontale. Le sillon loge le sinus sagittal supérieur, tandis que ses bords et la crête frontale sont les zones d'attache de la faux du cerveau.
De chaque côtés se trouvent les fosses frontales en regard des bosses frontales.
La crête frontale se termine en bas par une petite encoche qui se transforme en foramen, le foramen caecum, par articulation avec l'os ethmoïde. Ce foramen varie en taille suivant les sujets, et est souvent imperméable. Lorsqu'il est ouvert, il permet le passage d'une veine du nez vers le sinus sagittal supérieur.
De part et d'autre de la ligne médiane, l'os présente des dépressions pour les circonvolutions cérébrales et de nombreux petits sillons pour les branches antérieures de l'artère méningée moyenne.
Plusieurs petites fosses irrégulières peuvent également être observées de part et d'autre du sillon sagittal correspondant aux granulations arachnoïdiennes.

## Bord de l'écaille de l'os frontal
Le bord postérieur de l'écaille de l'os frontal est semi-circulaire. 
Sa partie supérieure forme le bord pariétal de l'os frontal et s'articule avec les deux os pariétaux pour former la suture coronale.
Ses deux parties inférieures et latérales forme les bords sphénoïdaux de l'os frontal qui s’articulent avec les grandes ailes de l'os sphénoïde pour former les sutures sphéno-frontales.